# Drozdov (Berouni járás)
Drozdov település Csehországban, a Berouni járásban. Drozdov Bzová, Líšná, Záluží, Točník, Žebrák és Cerhovice településekkel határos. Lakosainak száma 787 fő (2024. január 1.).

## Népesség
A település lakosságának változását az alábbi diagram mutatja:
| Lakosok száma | 691  | 689  | 786  | 743  | 719  | 640  | 767  | 785  | 772  | 787  |
|               | 1869 | 1890 | 1921 | 1950 | 1980 | 2001 | 2017 | 2019 | 2022 | 2024 |